# Ermita del Calvari (Vilanova d'Alcolea)
L'ermita del Calvari, és un conjunt arquitectònic format per l'ermita i el calvari que la precedeix en l'exterior. Situada al carrer del mateix nom a la població de Vilanova d'Alcolea, a la comarca de la Plana Alta. Es troba catalogada com a Monument d'interès local des de 2007. de la Generalitat Valenciana.
El conjunt es va construir a cavall dels segles xviii i xix per iniciativa dels Franciscans, es tracta d'una zona barrada amb una zona en pendent en la qual se situa de forma escalonada les estacions del Viacrucis, de les quals algunes presenten peces de ceràmica de l'Alcora i Onda, datades del segle xviii. En la part més alta del pendent és on s'alça l'ermita en una esplanada en les quals es troben les últimes fornícules del Viacrucis.

## Descripció
L'edifici de l'ermita, que data de 1809, és de considerables dimensions i domina el terreny decorat amb palmeres i xiprers. Pot destacar-se del seu exterior la capçalera poligonal de l'ermita i la sagristia que es troba adossada, les quals presenten cobertes<meta /> independents. També és notable la cúpula de teules blaves, rematada en llanterna, que s'alça sobre un tambor octogonal. Per la seva banda, la façana és de pedra i en ella la portada presenta pilastres toscanes i frontó triangular, la rematada de la mateixa és en un capcer que fa d'espadanya.
Per la seva banda, a l'interior es pot destacar la cúpula sobre petxines (amb pintures dels quatre evangelistes) i la decoració pictòrica amb els frescos autoria de Joaquín Oliet Cruella (1775-1849), amb temàtica religiosa, amb personatges de l'Antic Testament i el Triomf de la Creu en la volta del presbiteri.

## Festes
La festa de l'ermita se celebra l'última setmana d'agost, amb actes religiosos (una ofrena de flors al Sant Crist el 25 d'agost, i una missa major el 26) i diversos actes lúdics. Tots dins dels actes de les festes patronals en honor de Sant Bartomeu.